# Melanargia vispardi
Melanargia vispardi är en fjärilsart som beskrevs av Julien 1907. Melanargia vispardi ingår i släktet Melanargia och familjen praktfjärilar. Inga underarter finns listade i Catalogue of Life.